# Базіка (фільм)
«Базіка» (англ. The Talker) — американська драма режисера Альфреда Е. Гріна 1925 року.

## У ролях
- Анна Нільссон — Кейт Леннокс
- Льюїс Стоун — Гаррі Леннокс
- Ширлі Мейсон — Рут Леннокс
- Ієн Кіт — Нед Холлістер
- Таллі Маршалл — Генрі Феллс
- Барбара Бедфорд — Барбара Фарлі
- Гарольд Гудвін — Лонні Вінстон
- Гертруда Шорт — Мод Феллс
- Лідія Єменс Тітус — місіс Феллс
- Сесіл Еванс — стенографістка
- Чарльз Вест — детектив
- Е. Х. Келверт — містер Грейсон